# Belize op de Olympische Zomerspelen 1984
Belize nam deel aan de Olympische Zomerspelen 1984 in Los Angeles, Verenigde Staten, nadat het Midden-Amerikaanse land de vorige editie had geboycot. 

## Resultaten en deelnemers per onderdeel

### Atletiek
| Olympiër           | Discipline | Resultaat | Prestatie                |
| ------------------ | ---------- | --------- | ------------------------ |
| Paul Réneau        | 100m (m)   | 63e       | serie 1: 8e in 10,96     |
| Damel Flowers      | 200m (m)   | 44e       | serie 10: 5e in 21,72    |
| Phillip Pipersburg | 400m (m)   | 58e       | serie 4: 7e in 48,04     |
| Eugène Muslar      | 5000m (m)  | 48e       | serie 2: 12e in 15.05,78 |

### Boksen
| Olympiër  | Discipline | Resultaat | Prestatie                                  |
| --------- | ---------- | --------- | ------------------------------------------ |
| Hugh Dyer | -54kg (m)  | 17e       | 1e ronde: vrij 2e ronde: V van COL Pitalua |

### Wielersport
| Olympiër                                                  | Discipline         | Resultaat | Prestatie      |
| --------------------------------------------------------- | ------------------ | --------- | -------------- |
| Joslyn Chavarria                                          | wegwedstrijd (m)   | DNF       | niet gefinisht |
| Warren Coye                                               | wegwedstrijd (m)   | DNF       | niet gefinisht |
| Lindford Gillitt                                          | wegwedstrijd (m)   | DNF       | niet gefinisht |
| Wernell Reneau                                            | wegwedstrijd (m)   | DNF       | niet gefinisht |
| Joslyn Chavarria Warren Coye Kurt Cutkelvin Merlyn Dawson | ploegentijdrit (m) | 25e       | 2:36.55        |

Algerije · Amerikaanse Maagdeneilanden · Andorra · Antigua en Barbuda · Argentinië · Australië · Bahama’s · Bahrein · Bangladesh · Barbados · België · Belize · Benin · Bermuda · Bhutan · Birma · Bolivia · Bondsrepubliek Duitsland · Botswana · Brazilië · Britse Maagdeneilanden · Canada · Centraal-Afrikaanse Republiek · Chili · China · Chinees Taipei · Colombia · Congo-Brazzaville · Costa Rica · Cyprus · Denemarken · Djibouti · Dominicaanse Republiek · Ecuador · Egypte · El Salvador · Equatoriaal-Guinea · Fiji · Filipijnen · Finland · Frankrijk · Gabon · Gambia · Ghana · Grenada · Griekenland · Groot-Brittannië · Guatemala · Guinee · Guyana · Haïti · Honduras · Hongkong · Ierland · IJsland · India · Indonesië · Irak · Israël · Italië · Ivoorkust · Jamaica · Japan · Joegoslavië · Jordanië · Kaaimaneilanden · Kameroen · Kenia · Koeweit · Lesotho · Libanon · Liberia · Liechtenstein · Luxemburg · Madagaskar · Malawi · Maleisië · Mali · Malta · Marokko · Mauritanië · Mauritius · Mexico · Monaco · Mozambique · Nederland · Nederlandse Antillen · Nepal · Nicaragua · Nieuw-Zeeland · Niger · Nigeria · Noord-Jemen · Noorwegen · Oeganda · Oman · Oostenrijk · Pakistan · Panama · Papoea-Nieuw-Guinea · Paraguay · Peru · Portugal · Puerto Rico · Qatar · Roemenië · Rwanda · Salomonseilanden · Samoa · San Marino · Saoedi-Arabië · Senegal · Seychellen · Sierra Leone · Singapore · Soedan · Somalië · Spanje · Sri Lanka · Suriname · Swaziland · Syrië · Tanzania · Thailand · Togo · Tonga · Trinidad en Tobago · Tsjaad · Tunesië · Turkije · Uruguay · Venezuela · Verenigde Arabische Emiraten · Verenigde Staten · Zaïre · Zambia · Zimbabwe · Zuid-Korea · Zweden · Zwitserland